# Halothamnus somalensis
Halothamnus somalensis es una especie de planta herbácea del género Halothamnus, que ahora está incluido en la familia Amaranthaceae, (anteriormente Chenopodiaceae). Es originaria del Cuerno de África.

## Descripción
Halothamnus somalensis es un arbusto espinoso que alcanza un tamaño de 30-90 cm de altura, con ramas de color verde oliva, que en parte se vuelven negras cuando se secan. Las hojas semicilíndricas y pequeñas están aplanadas en las ramas, y sólo tienen 0,5-3 mm de largo. Las flores son de 3,0-4,7 mm de largo. El fruto es alado de 8-12,5 mm de diámetro,  sus alas nunca se tornan negras, incluso en las plantas ennegrecidas. La parte inferior del tubo de la fruta tiene surcos lineales muy pequeños situado cerca de la periferia, careciendo de cualquier vena prominente radial.

## Anatomía
Halothamnus somalensis tiene la epidermis de las paredes con una capa exterior cutinizada, además de la cutícula del mismo. Es la única especie del género que muestra esta característica anatómica.

## Distribución
Halothamnus somalensis es endémica en Yibuti, Somalia y las zonas secas de Etiopía. Plantas similares de la península arábiga pertenecen a Halothamnus bottae ssp. niger. Crece en las abiertas sabanas espinosas, en la arena, arcilla o suelos rocosos, desde 0 a 1750 m sobre el nivel del mar.

## Usos
Las raíces de Halothamnus somalensis se utiliza tradicionalmente como planta medicinal contra las enfermedades del gusano parásito en animales o humanos.

## Taxonomía
Halothamnus somalensis fue descrita por (N.E.Br.) Botsch., y fue publicado en Bot. Mater. Gerb. Bot. Inst. Komarova Akad. Nauk SSSR 18, 1981, p.151.
Etimología
Halothamnus: nombre genérico que deriva de las palabras griegas  ἅλς  (halo) = "salino" y θαμνος (thamnos) = "arbusto" lo que significa "arbusto de la sal", y se refiere tanto a los lugares de crecimiento a menudo salados, así como la acumulación de sal en las plantas.
somalensis: epíteto geográfico que alude a su localización en Somalia.
Sinonimia
Salsola somalensis N.E.Br., Bull. Misc. Inform. 2: 50, 1909.
Salsola bottae (Jaub. & Spach) Boiss. var. faurotii Franchet, J. Bot. (Morot) 1,9: 134, 1887.
Salsola bottae (Jaub. & Spach) Boiss. var. farinulenta Chiov., Ann. Bot. (Rome) 9,2: 131, 1911.

## Nombres comunes
Somalia: GOWSA-MADOWBEYI, GOSO-MUDO-WEYI, GUSOMADOBEYE, GOSAMA DO BEYA, MIRGI-EDALIS, MIMOU
Yibuti: YAGALI